# Машкины (Киров)
 Машкины — деревня в Кировской области. Входит в состав муниципального образования «Город Киров»

## География
Расположена на расстоянии примерно 10 км по прямой на запад от железнодорожного вокзала станции Киров.

## История
Известна с 1719 года как деревня, что была починок Селюнинской с населением 13 душ мужского пола, в 1764 году (починок Селюнинской) 56 жителей, в 1802 году (деревня Селюнинская 2-го селения) 7 дворов. В 1873 году здесь (Селюнинская 2-я или Маткины) дворов 8 и жителей 53, в 1905 году (Селюнинская 2-я или Машкины) 11 и 66, в 1926 году (Машкины или Селюнинская 2-я) 17 и 86, в 1950 году (Машкины) 22 и 74, в 1989 году 8 жителей. Настоящее название утвердилось с 1939 года. Административно подчиняется Ленинскому району города Киров.

## Население
Постоянное население составляло 6 человек (русские 83 %) в 2002 году, 7 в 2010 году.